# Pogrom van Shiraz
De pogrom van Shiraz vond plaats op 30 oktober 1910 in de Joodse wijk van de Perzische stad Shiraz. De pogrom ontstond na geruchten over een rituele moord door Joden op een Perzisch meisje. Er kwamen twaalf Joden om het leven en er vielen vijftig gewonden. Zesduizend Joden uit de stad werden beroofd van al hun bezittingen.
Nadat op ongeveer 100 meter van een Joodse begraafplaats het lichaam van een meisje werd gevonden, ging de beschuldigende vinger al snel naar de Joodse gemeenschap in de stad. De volgende morgen trok een menigte naar het Joodse kwartier. Tijdens grootschalige rellen, die zes tot zeven uur duurden werden 260 Joodse huizen verwoest. Veel Joden vluchtten, enkelen vonden een schuilplaats in het Britse consulaat van de stad. Enkele Joden die hun bezittingen trachtten te verdedigen werden gedood.
Na de rellen was de Joodse wijk compleet verwoest. Door het Britse consulaat en de Alliance Israélite Universelle werd een hulpactie begonnen. Ook enkele moslims leverden een bijdrage.